# Thomas Jörg Frank
Thomas Jörg Frank (* 29. Februar 1972) ist ein deutscher Dirigent, Organist, Komponist, Musikwissenschaftler und Kirchenmusiker.

## Leben und Karriere
Thomas J. Frank wurde in Wiesbaden geboren und besuchte das altsprachliche Dilthey-Gymnasium in Wiesbaden. Den ersten Klavierunterricht erhielt er am Wiesbadener Konservatorium bei Karlheinz Lindenau, den ersten Orgelunterricht (ab dem 12. Lebensjahr) bei Gustav Sieber, einem Schüler Helmut Walchas. Nach dem Abitur absolvierte er den Zivildienst im Ev. Dekanat Wiesbaden. Danach studierte an der Staatlichen Hochschule für Musik in Würzburg mit den Abschlüssen Diplom-Kapellmeister und Diplom-A-Kirchenmusiker sowie dem Staatlich Geprüften Musiklehrer bei  Günther Kaunzinger (Schüler von Maurice Duruflé und Jean Guillou), Jörg Straube, Zsolt Gárdonyí, Hermann Dechant und Peter Falk. Danach folgte ein Aufbaustudium mit Abschluss des Solisten-Diploms in Orchesterleitung, das er im Jahre 2002 absolvierte. Im Anschluss daran studierte er an der Johannes-Gutenberg-Universität Mainz Musikwissenschaft bei Reinhard Wiesend und wurde dort 2010 zum Doktor der Philosophie promoviert. Die Dissertation ist unter dem Titel Orgelbau zwischen Orgelbewegung und französischer Orgelromantik erschienen.
Seit 1995 ist er Chorleiter an der Marktkirche in Wiesbaden, seit 2008 als Inhaber einer halben B-Stelle im Dekanat Wiesbaden. An der Stephanuskirche in Wiesbaden wirkte er von 1990 bis 2006 und 2006 bis 2010 an der Thomaskirche in Wiesbaden als nebenberuflicher Kirchenmusiker. Von 2004 bis 2010 war er Kurhausorganist der hessischen Landeshauptstadt und hast sich um die Erhaltung und Überholung des Instrumentes verdient gemacht. Im Jahre 2004 wurde auf seine Initiative der „Förderverein Kurhausorgel“ gegründet. Frank gab Konzerte in Europa, Asien, Australien und in den USA. In Wiesbaden Landeshauptstadt begründete er die Chorprojekte die bis zur Gegenwart erfolgreich Bestand haben. Frank hat CDs mit Orgelmusik eingespielt und bei Rundfunk- und Fernsehproduktionen mitgewirkt. 2010 übernahm er von Hans Uwe Hielscher das Amt des Marktkirchenkantors an der ev. Hauptkirche der Hessischen Landeshauptstadt. Seit einigen Jahren tritt er auch als Komponist von Werken für Orgel, Carillon, Orchester und Chor in Erscheinung. Seine Werke sind teilweise beim Schott-Verlag in Mainz erschienen.
Seit 2012 ist er künstlerischer Leiter des großen Benefizkonzertes „ihnen leuchtet ein Licht“, die größte Benefizaktion einer deutschen Tageszeitung (Wiesbadener Kurier).
Seit 2024 hat er an Wiesbadener Musikakademie einen Lehrauftrag für Orgelspiel und Methodik Didaktik sowie Kammermusik inne.

## Werke
- Adventskantate von Thomas Jörg Frank[4]
- Adeste Fideles (Bearbeitung von Thomas Frank)[5]
- Maria durch den Dornwald ging (Bearbeitung von Thomas Frank)[6]
- Sternenfantasie über „Stern über Bethlehem“ von Thomas Frank[7]
- Lockdown-Toccata für Orgel
- In Paradisum (für Chor und Orchester)
- Trauerode (für Chor und Orchester)
- Carillon über den Glockenschlag der Marktkirche Wiesbaden
- Introduktion, Passacaglia und Fuge d-Moll für Orgel
- Cantabile für Orgel
- Konzert für Violine und Orchester